# Bersirc
A Bersirc jelenleg egy fejlesztés alatt álló (2.1-es verzió) több-platformos (multi-platform), nyílt forráskódú (Qt Public License alatt terjesztett) IRC kliens Microsoft Windows, Linux és Mac OS X operációs rendszerhez.
A Bersirc forráskódja szabadon elérhető az eredeti fejlesztői oldalról 2004. február 10. óta. A Besirc a kezdetektől fogva teljesen C++-ban lett írva és a híresztelések szerint mIRC script is támogatást fog kapni benne bővítményen (plug-in) keresztül.

## Története
A Bersirc-et eredetileg Delphi-ben fejlesztette Jamie Frater, mint egy csak Windows-ra készített IRC klienst, mely összehasonlítható a HydraIRC-vel és a Klient is. A fejlesztés eltunyulása köszönhető volt a fejlesztők felelősség(tudatának) növekedése miatt is a Real Life-ban (való élet).